# Hyloxalus chocoensis
Hyloxalus chocoensis es una especie de anfibio anuro de la familia Dendrobatidae.

## Distribución geográfica
Esta especie es endémica de Colombia. Habita en los departamentos de Chocó y Antioquia hasta 800 m de altitud en la cuenca del río San Juan.

## Descripción
El holotipo de Hyloxalus chocoensis mide 26 mm. Su parte posterior es de color gris negruzco y tiene una racha discreta en cada lado y una delgada línea vertebral gris. Su labio superior está decorado con pequeñas manchas blancas. Sus muslos y espinillas son de rayas negras. Su cara ventral es blanca con algunas manchas o motas negruzcas.

## Etimología
El nombre de su especie, compuesto por choco y el sufijo latín -ensis, significa "que vive, que habita", y le fue dado en referencia al lugar de su descubrimiento.

## Publicación original
- Boulenger, 1912 : Descriptions of new Batrachians from the Andes of South America, preserved in the British Museum. Annals and Magazine of Natural History, sér. 8, vol. 10, p. 185-191[5]